# Ophiorrhiza nicobarica
Ophiorrhiza nicobarica là một loài thực vật có hoa trong họ Thiến thảo. Loài này được N.P.Balakr. mô tả khoa học đầu tiên năm 1980.